# Sir Ector
Sir Ector var ifølge legenderne Kong Arthurs plejefar. 
Efter Arthurs fader Uther Pendragons tidlige død, arrangerer Merlin at Arthur bliver sat i pleje hos sir Ector, uden at kende sit ophav. Sir Ector, der er kendt som den mest vise af alle ridderne oplærer Arthur i såvel sværdets som matematikkens kunst. 
I ældre tekster kaldes han Cynyr Ceinfarfog (Flot skæg)